# 冈村辉一
冈村辉一（日语：／ Okamura Teruichi，1948年5月27日—），日本男子竞技体操运动员。他曾获得1972年夏季奥运会体操比赛男子团体全能金牌。他也参加了1978年亚洲运动会。